# NFC North
Die NFC North ist eine der vier Divisions der National Football Conference (NFC). Die NFC ist neben der American Football Conference (AFC) eine der beiden Conferences der National Football League (NFL). NFC und AFC waren ursprünglich unterschiedliche Ligen in Konkurrenz zueinander. Diese beiden Conferences sind in je vier Divisions unterteilt, geographisch nach den vier Himmelsrichtungen. 
In der NFC North spielen die Chicago Bears, die Minnesota Vikings, die Green Bay Packers und die Detroit Lions. Sie wurde 1967 als Central Division innerhalb der Western Conference der NFL gegründet und 1970 nach der Vereinigung von AFL und NFL in NFC Central umbenannt. Dieser Name wurde bis 2002 beibehalten, als die NFL in acht Divisionen unterteilt wurde und die aktuellen Bezeichnungen eingeführt wurden. Die Bears, Lions und Packers sind seit 1933 in einer gemeinsamen Division und die Vikings stießen 1961, im Jahr ihrer Gründung, dazu. Die Rivalität zwischen den Packers und den Bears ist dabei, mit dem Eintritt der Packers 1921 in die NFL, die längste Rivalität in der Geschichte der NFL. Seit 1932 spielen die Packers und die Lions, damals noch unter dem Namen Portsmouth Spartans, in jeder Saison mindestens zweimal gegeneinander, wodurch die Auseinandersetzung die am längsten fortlaufende Rivalität in der NFL ist.

## Teams
| Team              | Stadt/Region    | Stadion           | Gegründet      | NFL-Beitritt | Head Coach      | Besitzer                |
| ----------------- | --------------- | ----------------- | -------------- | ------------ | --------------- | ----------------------- |
| Chicago Bears     | Chicago, IL     | Soldier Field     | 17. Sept. 1920 | 1920         | Ben Johnson     | Virginia Halas McCaskey |
| Detroit Lions     | Detroit, MI     | Ford Field        | 12. Jul. 1930  | 1930         | Dan Campbell    | Martha Ford             |
| Green Bay Packers | Green Bay, WI   | Lambeau Field     | 11. Aug. 1919  | 1921         | Matt LaFleur    | Green Bay Packers, Inc. |
| Minnesota Vikings | Minneapolis, MN | U.S. Bank Stadium | 28. Jan. 1960  | 1961         | Kevin O’Connell | Zygi Wilf               |

## Play-off-Statistiken
(NFC-North-Statistiken von 1966 bis 2024)
| Team              | Division- Titel | Play-off- Teilnahmen | NFC- Meisterschaften | Super-Bowl- Siege |
| ----------------- | --------------- | -------------------- | -------------------- | ----------------- |
| Minnesota Vikings | 21              | 32                   | 4                    | 0                 |
| Green Bay Packers | 18              | 27                   | 5                    | 4                 |
| Chicago Bears     | 11              | 16                   | 2                    | 1                 |
| Detroit Lions     | 5               | 14                   | 0                    | 0                 |